# Evangelische Kirche (Reinhardshain)

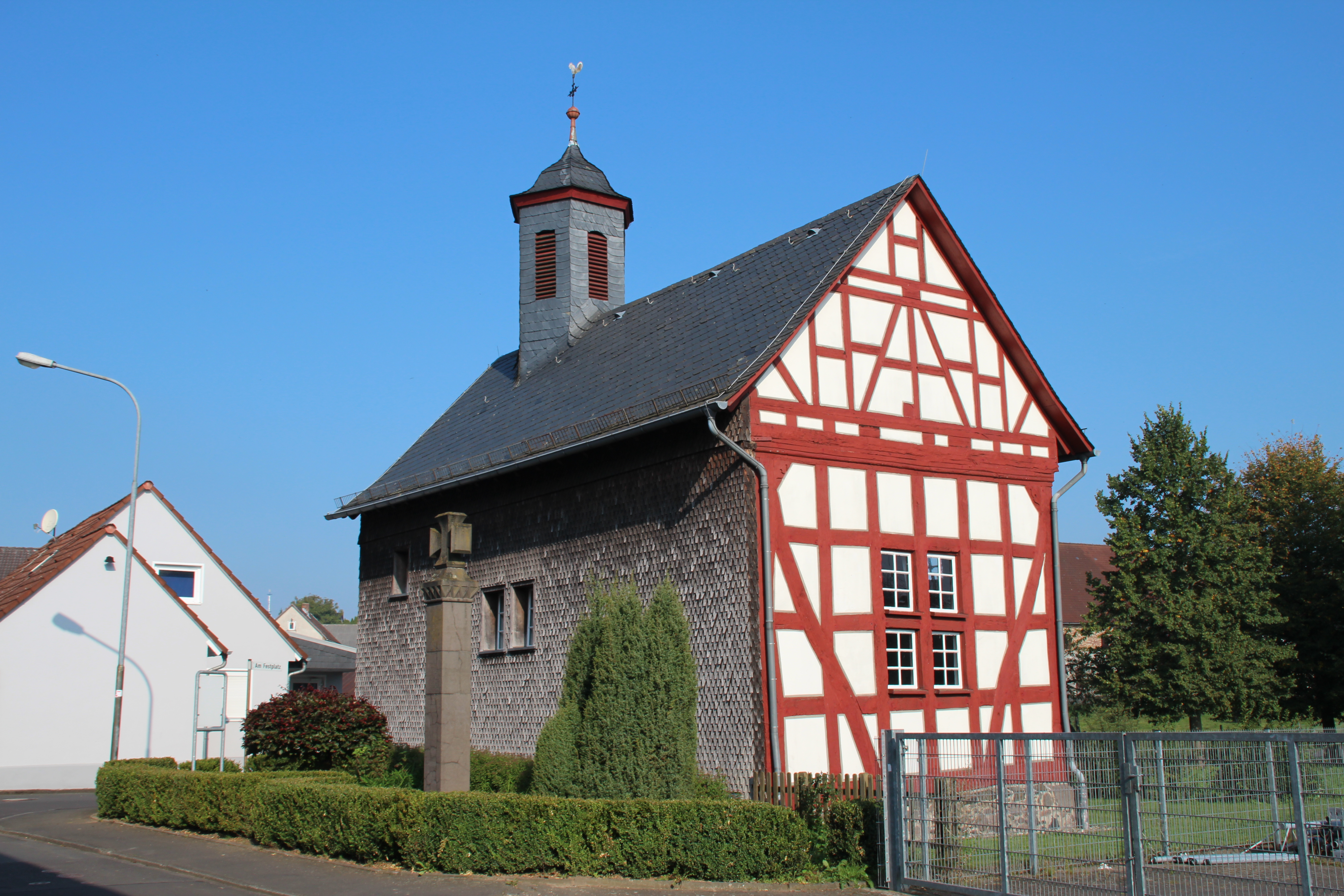
Kirche von Südosten

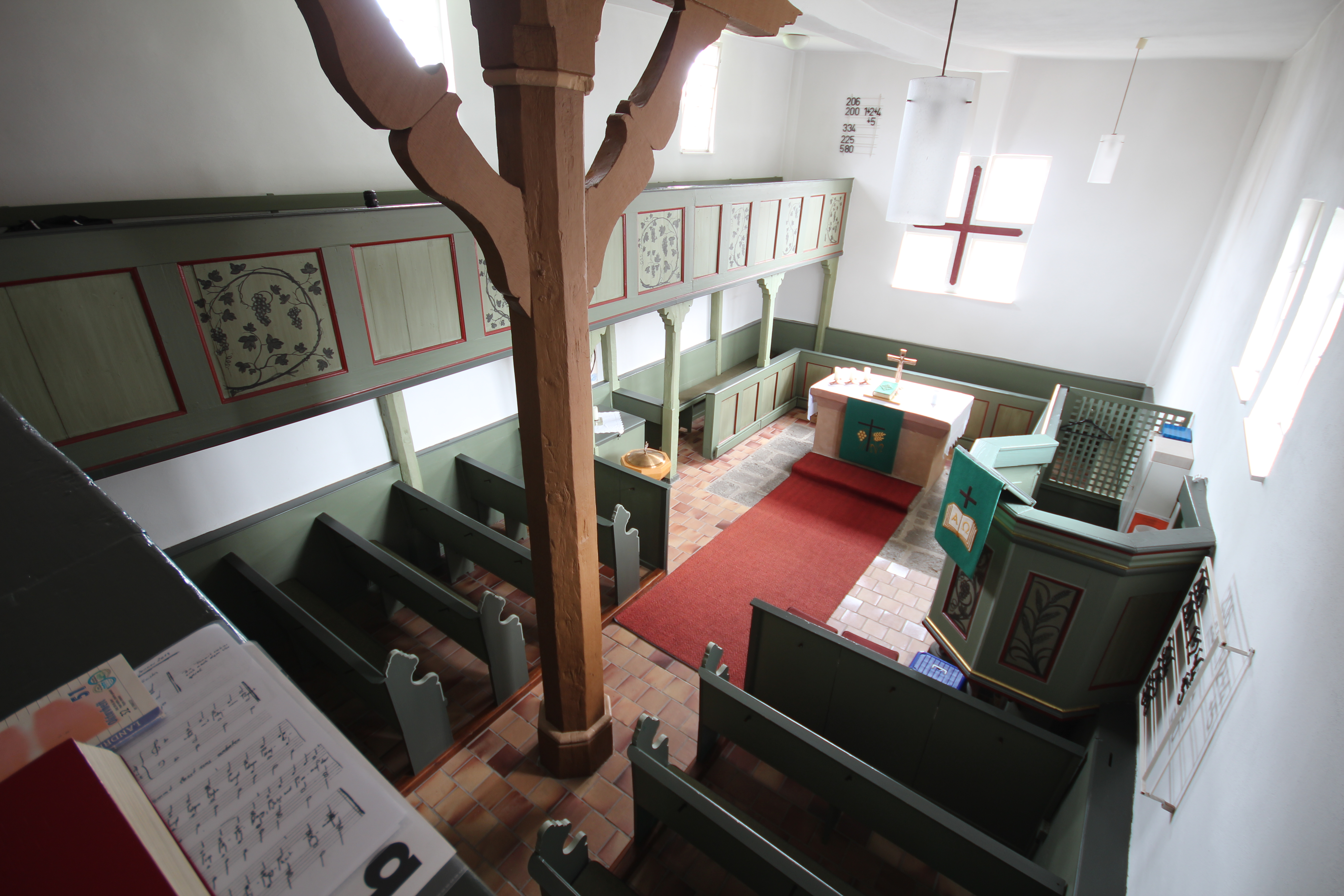
Innenraum

Die Evangelische Kirche in Reinhardshain, einem Stadtteil von Grünberg (Mittelhessen), wurde im Jahr 1617 errichtet und ist damit die älteste Fachwerkkirche im Landkreis Gießen. Die an zwei Seiten verschindelte Saalkirche mit sechsseitigem Dachreiter prägt das Ortsbild und ist hessisches Kulturdenkmal.
Die Kirchengemeinde gehört zum Kirchspiel Wirberg im Dekanat Gießener Land in der Propstei Oberhessen der Evangelischen Kirche in Hessen und Nassau.

## Geschichte
In vorreformatorischer Zeit, zumindest seit 1260, war Reinhardshain bei Saasen-Veitsberg eingepfarrt. Mit Einführung der Reformation wechselte Reinhardshain zum evangelischen Bekenntnis und wurde Wirberg zugeschlagen.
Zu Beginn des 17. Jahrhunderts war der mittelalterliche Vorgängerbau „dermaßen bawfellig“, dass Landgraf Ludwig V. in einem Bittschreiben aus dem Jahr 1616 zu einer „christlichen Zustewer“ bewegt werden sollte. Die Fachwerkkirche wurde 1617 vollendet. Ursprünglich war keine der Außenwände verschindelt. 1739 erfolgte eine durchgreifende Erneuerung der maroden Holzteile und der Innenausstattung. Weitere Reparaturen folgten im 19. Jahrhundert. 1926 wurden das Dach saniert, der Dachreiter in alter Form erneuert und die Nordwand verschindelt.
Pläne in den 1970er Jahren, die Kirche abzureißen, wurden wieder verworfen, als Peter Weyrauch, damaliger Architekt der Landeskirche, den Kirchenvorstand von der Bedeutung des Baudenkmals überzeugen konnte.
Stattdessen erfolgten 1977 eine vollständige Freilegung des Fachwerks, eine Erneuerung des abgängigen Dachreiters 1978 in etwas vergrößerter Form, um zwei Glocken aufzunehmen, und 1979/1980 eine Innen- und Außenrenovierung. Den Abschluss der Renovierungen feierte die Gemeinde am 18. Oktober 1981. Im Jahr 1991 erhielt das Gebälk wieder seinen ursprünglichen roten Farbton. Als sich das Behandlungsverfahren der Holzbalken als nicht nachhaltig erwies, da Feuchtigkeit eindrang, wurden die Süd- und Westseite in den 1990er Jahren verschindelt.

## Architektur

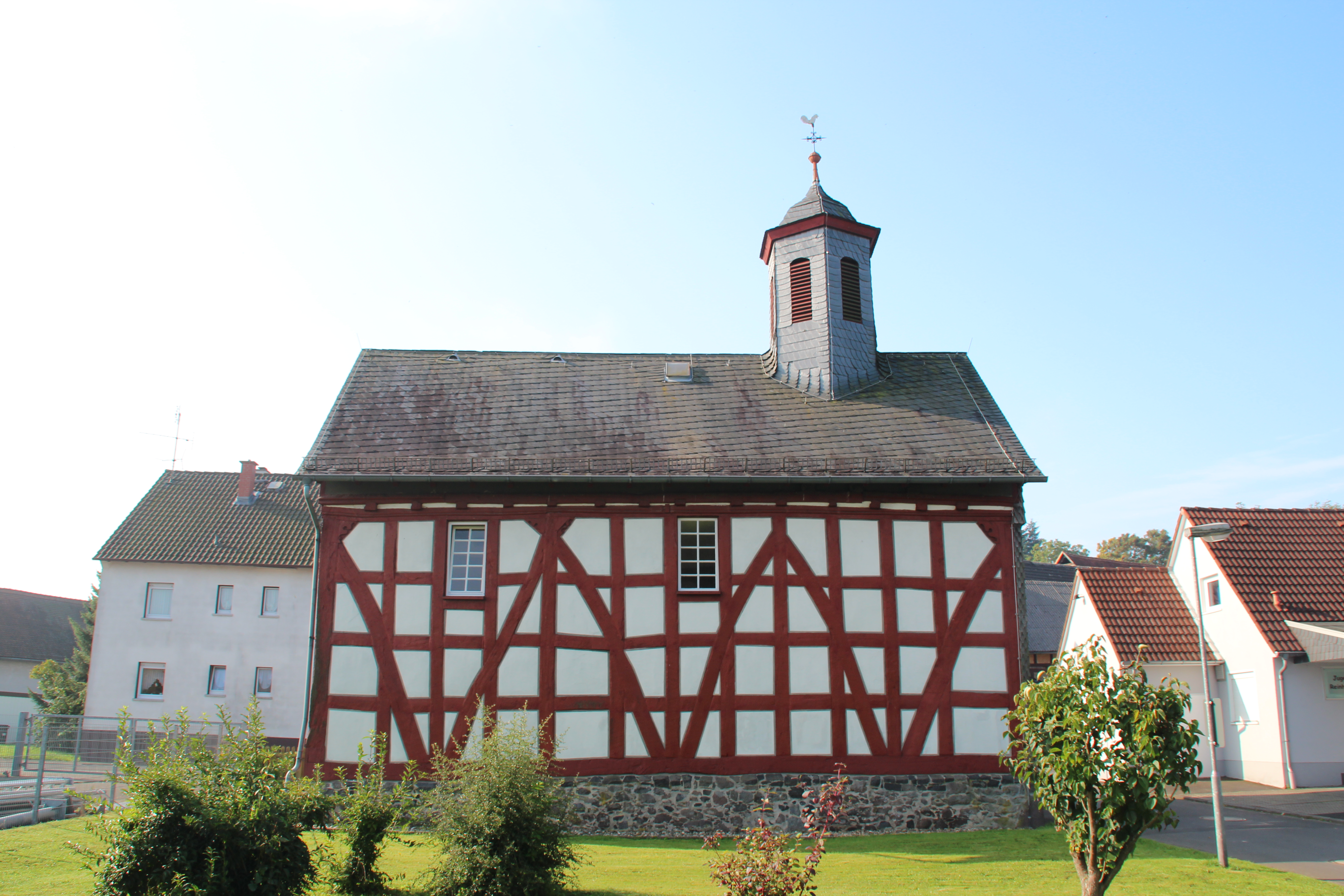
Nordseite

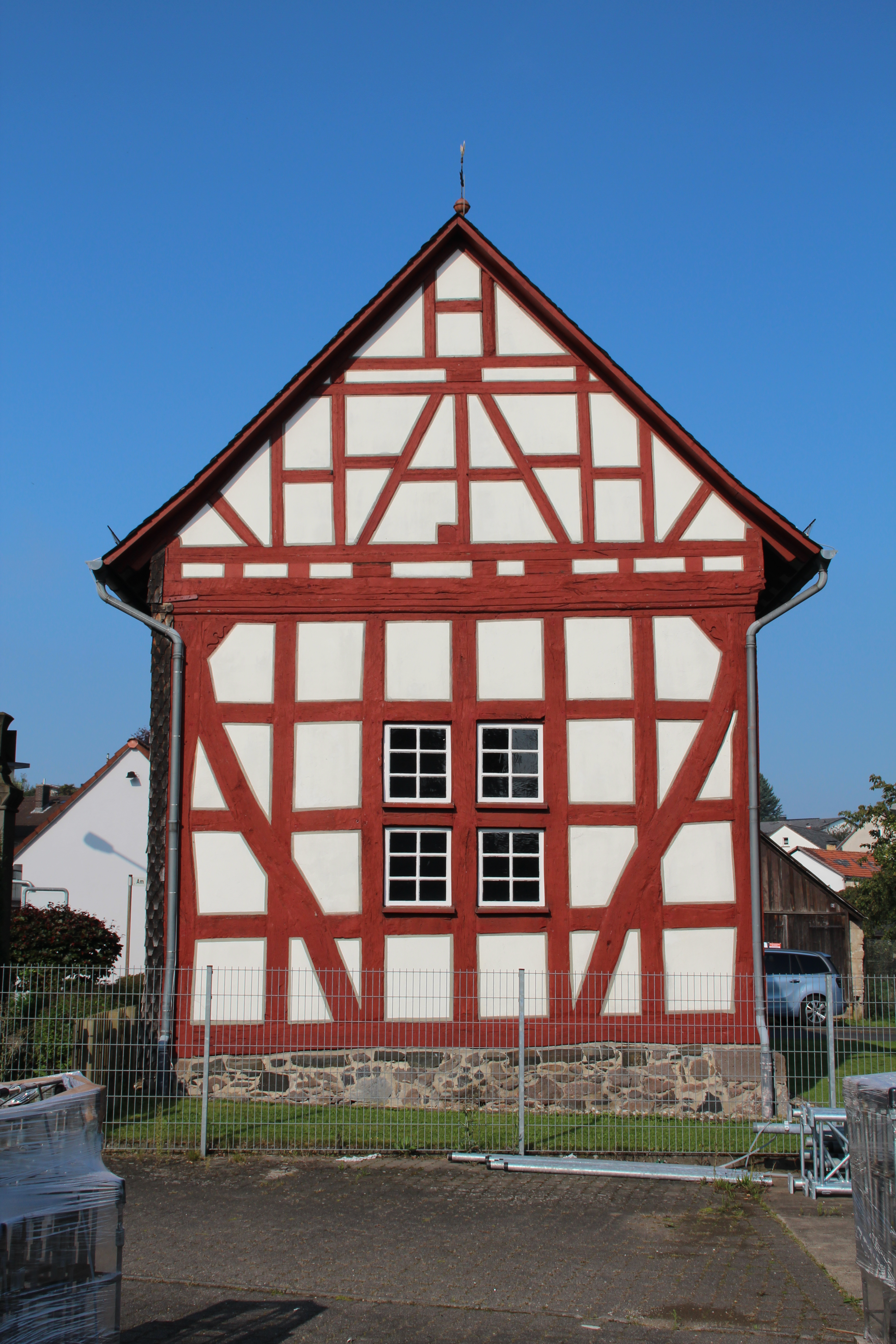
Ostseite der Kirche

Die geostete Saalkirche auf rechteckigem Grundriss ohne Chor ist im Ortszentrum auf einem hohen Sockel aus Bruchsteinmauerwerk errichtet. Sie wird von dem früheren Friedhofsgelände umgeben.
In Ständerbauweise gliedern drei umlaufende Riegel die Mauern in vier fast gleich hohe Ebenen mit regelmäßig kleinen viereckigen Gefachen. Die Eckständer werden an allen vier Seiten durch wandhohe Schwertungen in der Breite zweier Gefache verstrebt, die in den Gebäudeecken in profilierten Kopfwinkelhölzern enden. Über die gesamte nördliche Langseite verlaufen die Schwertungen gleichmäßig im Zickzackmuster und sind östlich durch Kopfbänder zum Motiv des Mannes erweitert. Auf der Südseite fehlt im Westen die Mannfigur. Stattdessen sind in halber Höhe zwei kürzere konkave Streben eingebaut. Über dem Rähm mit Balkenköpfen sind die Dreiecksgiebel weniger einheitlich gestaltet.
Die Süd- und Westseite sind heute wieder verschindelt. Dem Satteldach ist ein sechsseitiger Dachreiter mit flachgewölbter welscher Haube aufgesetzt. Sie wird von Turmknauf, Kreuz und Wetterhahn bekrönt. Die Glockenstube beherbergt zwei Glocken, die im Zuge der Renovierung 1978 angeschafft wurden. Die alte abgängige Bronzeglocke von Andreas Otto aus Gießen aus dem Jahr 1840 (Durchmesser 0,49 Meter) hatte kleine Risse erhalten und wurde vor der Kanzel aufgestellt.

## Ausstattung

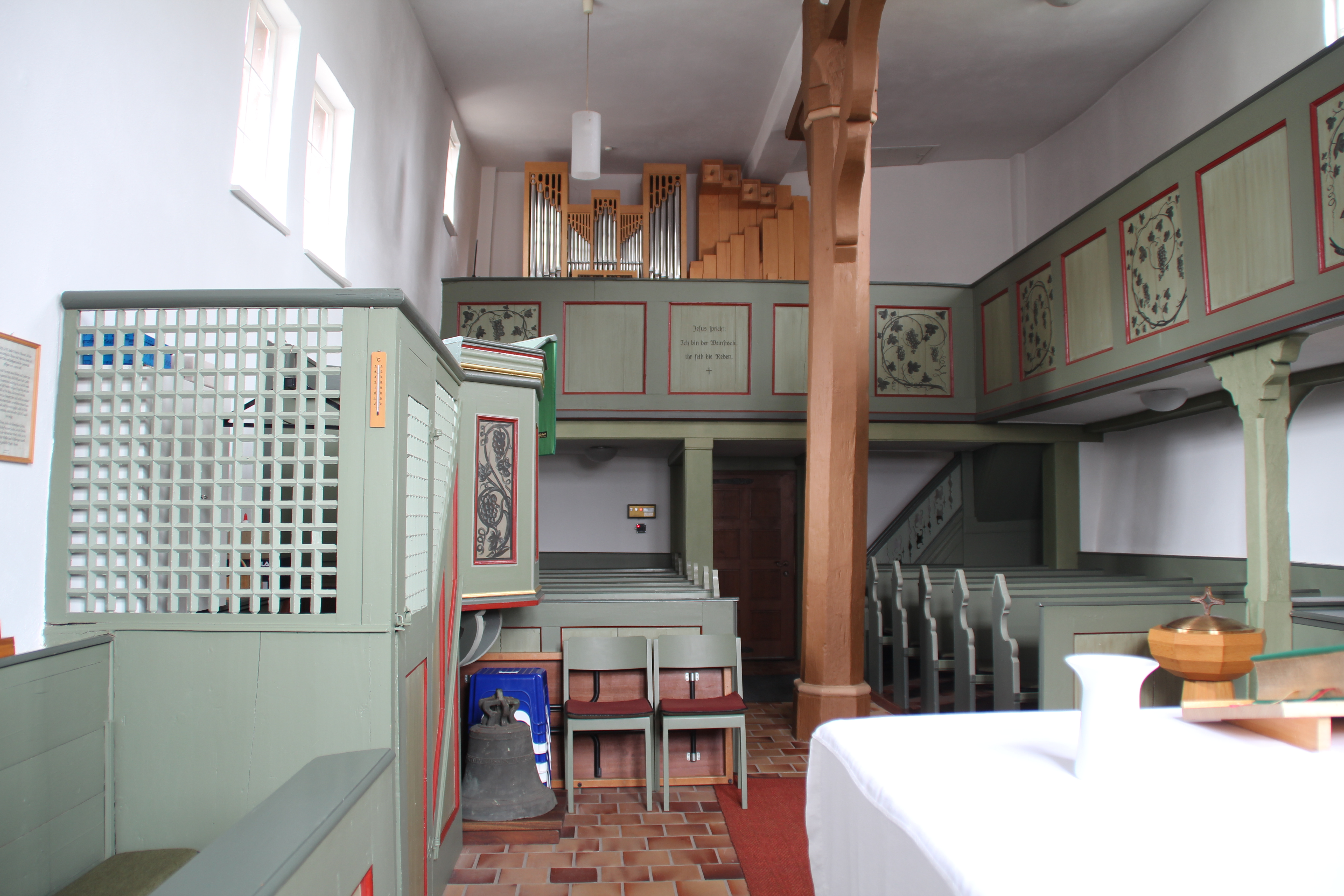
Innenraum Richtung Westen

Der Innenraum wird von einer Flachdecke abgeschlossen. Ein achteckiger Holzpfosten mit zwei geschwungenen Bügen und Sattelholz trägt den Längsunterzug, der zugleich den Dachreiter sichert. Die Ausstattung geht zum großen Teil auf die Erneuerung von 1739 zurück. Emporen, Gestühl, Pfarrstuhl und Kanzel von 1739 haben eine einheitlich grüne Fassung. Im Norden und Westen ist eine hölzerne Winkelempore eingebaut, die auf viereckigen Pfosten mit Bügen ruht. Auf der Westempore ist die Orgel aufgestellt. Jede zweite der kassettierten Füllungen der Emporenbrüstung ist mit Rankenwerk, Trauben und Weinblättern bemalt. Mittig an der Westempore ist ein Bibelvers aufgemalt. Das Kirchengestühl mit geschwungenen Wangen lässt einen Mittelgang frei.
Der Blockaltar ist mit einer gekehlten Platte aus rotem Sandstein belegt (1,72 × 1,08 × 0,27 Meter). Sie wurde aus der alten Kirche übernommen und stammt aus der Zeit um 1500. Die flachgeritzten Weihekreuze sind erhalten. Das moderne holzsichtige Taufbecken in Pokalform ist achtseitig. An der Südwand gewährt ein Pfarrstuhl mit durchbrochenem Gitterwerk den Zugang zum Kanzelaufgang. Die Füllungen der Kanzelfelder sind mit verschiedenen Rankenmotiven bemalt. Unten und oben hat der Kanzelkorb ein profiliertes Kranzgesims. Die Kanzel ruht auf einem Holzpfosten, der von acht geschwungenen Bügen gestützt wird.

## Orgel

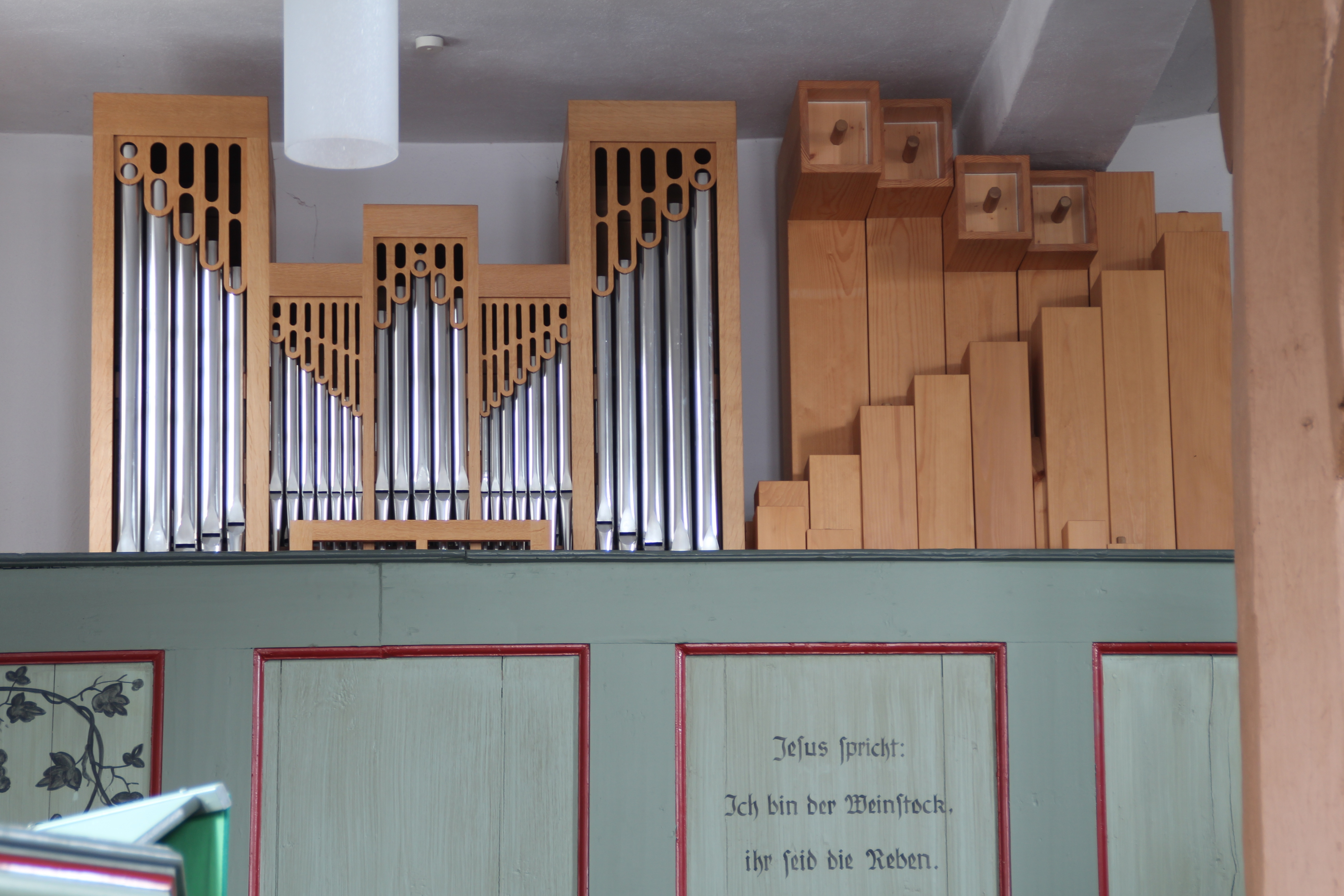
Orgel von 1997

Die Gemeinde schaffte 1997 eine erste Orgel an, die von der Licher Firma Förster & Nicolaus mit zunächst fünf Registern gebaut wurde. Vorher besaß die Kirche keine Orgel. Seit Ende des 19. Jahrhunderts diente ein Harmonium zur Begleitung des Gemeindegesangs. Aufgrund einer Spende erweiterte Förster & Nicolaus das Instrument im Jahr 2006 um ein sechstes Manualregister und einen Subbass 16′ im Pedal.
Der flache Prospekt des vorderspieligen Instruments ist fünfteilig. Aufgrund der beengten Platzverhältnisse auf der Empore wurden die vier längsten Pfeifen des hölzernen Subbass rechts der Orgel in gekröpfter Form aufgestellt. Die Disposition lautet wie folgt:
| Manual C–f3 |       |
| Gedackt     | 8′    |
| Principal   | 4′    |
| Flöte       | 4′    |
| Spitzflöte  | 2′    |
| Quinte      | 1 ⁄3′ |
| Mixtur II   | 1′    |

| Pedal C–d1 |     |
| Subbaß     | 16′ |

- Koppeln: I/P